# José Rosiñol Lorenzo
José Rosiñol Lorenzo (Ripollet, 27 de junio de 1970) es un humanista español y activista político, especializado en negociación y resolución de conflictos. Es uno de los fundadores de Sociedad Civil Catalana.

## Biografía
Nacido en Ripollet (Barcelona) en 1970, Rosiñol se formó en humanidades y posteriormente se especializó en negociación y resolución de conflictos.
Tras finalizar su formación, ha estado vinculado a la empresa privada, en el ámbito de dirección general, comercial y de negociación y también ha colaborado como articulista en medios de comunicación como El Mundo, El Confidencial, La Razón o ABC.
En 2020, fundó una consultoría de comunicación estratégica, de la que es director de estrategia. Además, es colaborador en Vozpópuli y en la revista digital Entreletras.

## Trayectoria política

### Sociedad Civil Catalana
A principios de 2014, Rosiñol participó en las reuniones que dieron lugar al nacimiento de Societat Civil Catalana, convirtiéndose en uno de sus socios fundadores además de ejercer como presidente interino hasta mayo de ese mismo año; fecha en la que cedió el relevo a Josep Ramón Bosch.
En la primera junta directiva tras la presentación ocupó la vicepresidencia segunda. En septiembre de 2015, coincidiendo con el cambio de junta en el que Rafael Arenas asume la presidencia, Rosiñol decide abandonar su cargo y seguir conectado a la entidad a través de un grupo de trabajo dedicado a la realización de análisis electorales; el Observatorio Electoral de Cataluña.
En julio de 2017 se reincorpora a la junta como vocal responsable de comunicación, cargo que ostenta hasta noviembre del mismo año. En ese momento es nombrado presidente de la entidad, en sustitución de Mariano Gomà.
Durante su mandato hizo hincapié en la estrategia internacional, impulsando una gira europea junto a Miriam Tey para refutar el discurso secesionista y reuniéndose, entre otros, con Herman van Rompuy (ex Primer ministro de Bélgica), Jan Peumans (presidente del Parlamento de Flandes), Antonio Tajani (presidente del Parlamento Europeo) o con diputados laboristas, liberales y conservadores ingleses en Westminster.
Además, con el objetivo de trabajar en favor de la convivencia, el diálogo, la concordia, y para dar a conocer la entidad en otros territorios de España, se impulsaron una serie de reuniones con representantes de distintos niveles administrativos y tendencias políticas. A nivel nacional, se reunió con Mariano Rajoy y Soraya Sáenz de Santamaría (en su condición de presidente y vicepresidenta del Gobierno de España), Enric Millo y Teresa Cunillera (en su condición de delegados del gobierno en Cataluña), Pedro Sánchez, Albert Rivera.

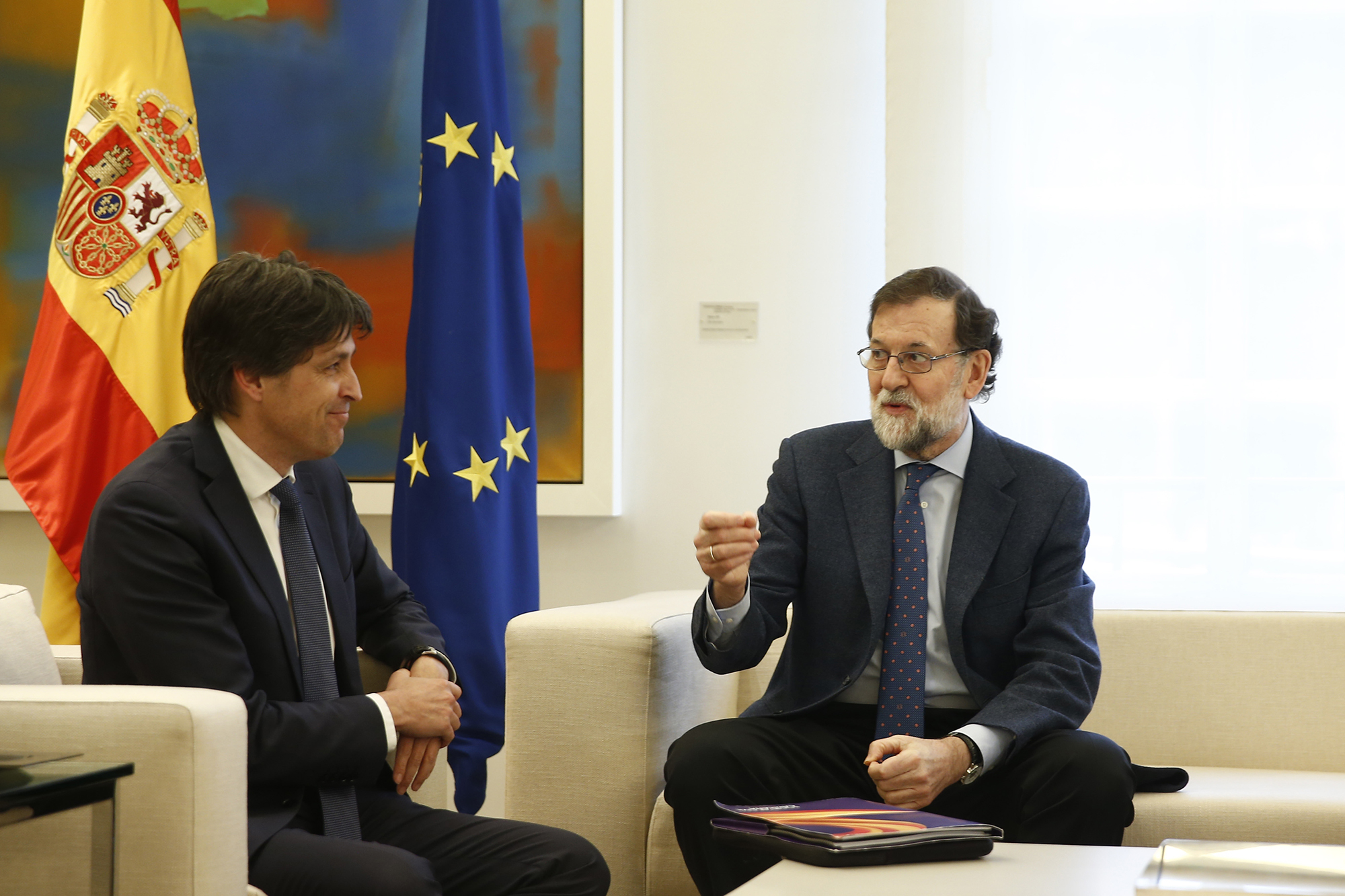
Reunión con Mariano Rajoy

En relación con la Comunidad de Madrid, el 14 de marzo de 2018, Rosiñol, junto con otros miembros de la junta directiva de la entidad, se reunieron con dirigentes madrileños del PP (entre los que destaca la presencia de la expresidenta de la Comunidad de Madrid, Cristina Cifuentes) y de Cs con el objetivo de invitarles a participar en la movilización que organizaron en la plaza de Colón bajo el lema dos colores, un sentimiento. Ambos partidos les trasladaron su apoyo a la iniciativa.
Tres meses después, el 15 de junio, el grupo parlamentario del PP en la Asamblea de Madrid organizó una jornada donde miembros de SCC explicaron a diputados, alcaldes y concejales de ese partido político los proyectos en los que estaban trabajando. En este sentido, el entonces presidente de la Comunidad de Madrid, Ángel Garrido clausuró la jornando trasladando su apoyo a todas las iniciativas que la entidad llevara a cabo.
En relación con Galicia, el 26 de febrero de 2018 se reunió con Alberto Nuñez Feijóo y Miguel Ángel Santalices con el objetivo de compartir impresiones sobre la situación que se estaba viviendo en Cataluña.
En relación con Cataluña, el 8 de marzo de 2018 Rosiñol, junto al vicepresidente de la entidad, Álex Ramos, tuvo un encuentro con Miquel Iceta y Salvador Illa con el objetivo de analizar la situación política, económica y social que se vivía en Cataluña. Tras finalizar la reunión, Rosiñol destacó la coincidencia en muchos puntos en relación con lo que ocurría, además de aprovechar para invitar al PSC a sumarse a la manifestación que organizaron en Barcelona el 18 de marzo.
En el marco de la ronda de contactos que realizó con la intención de reunirse con todos los partidos representados en la cámara catalana, Rosiñol también se reunió con Inés Arrimadas y Xavier García Albiol, con los que analizó la situación política catalana. Además ambos partidos políticos confirmaron su apoyo a la manifestación del 18 de marzo.
En relación con Andalucía, el 19 de febrero de 2018 una delegación de SCC encabezada por Rosiñol se reunió, por separado, con Juanma Moreno y Juan Marín, con el objetivo de explicar su valoración respecto a la situación vivida en Cataluña y presentar su plan de acción anual que tenía como pilares esenciales el fomento de la convivencia y la concordia entre Cataluña y el resto de España.
Además, el 20 de febrero se reunió con la presidenta de la Junta de Andalucía, Susana Díaz, con la voluntad de promover, fomentar y difundir la cohesión y la convivencia entre la ciudadanía de Cataluña y del resto de España y aunar esfuerzos con entidades o personas que trabajan para el mismo fin. En este sentido, tras finalizar la reunión, el portavoz del Gobierno andaluz, Juan Carlos Blanco, manifestó la sintonía que con la que estaban en relación con los fines de la entidad.
En relación con la Comunidad Valenciana, el 15 de enero de 2018 la Fundación Profesor Manuel Broseta premió a Sociedad Civil Catalana por su fomento de la convivencia entre los catalanes de distinta sensibilidad y origen. El premio fue entregado por el presidente de la Generalidad Valenciana, Ximo Puig.
Por otro lado, y con el objetivo de darle importancia a aquello que une a los catalanes, independiendemte de su ideología, para poder reconstruir la fractura social derivada de la situación política en dicho territorio, la entidad consideró importante mantener encuentros con instituciones municipales. En este sentido, se reunió con Manuela Carmena (Ayuntamiento de Madrid), Ada Colau (Ayuntamiento de Barcelona), Àngel Ros, Ángeles Ribes y Marisa Xandri (Ayuntamiento de Lérida).
Finalmente, también tuvo encuentros con representantes sindicales como Pepe Álvarez. En esa reunión, Rosiñol trasladó a Álvarez la incomodidad de SCC frente al respaldo de UGT a la manifestación convocada el día 15 de abril en Barcelona para reclamar la liberación de los políticos secesionistas, solicitándole que reconsiderara dicha posición.
El 19 de enero de 2020, tras la aprobación de su gestión por parte del 76 % de la asamblea de SCC, Rosiñol deja la junta directiva de la entidad. Esa misma asamblea designa a Josep Ramón Bosch como nuevo presidente, en el que será su segundo mandato.

#### Principales actos e intervenciones
Entre las múltiples intervenciones en foros, cabe destacar:
- El 6 de junio de 2018 intervino en el Fórum Europa (Madrid), organizado por Nueva Economía Fórum, presentado por Manuel Campo Vidal.[37]
- El 13 de julio de 2018 participó, en Barcelona, en un panel titulado Retos y oportunidades de las democracias hispanoamericanas, dentro de programa Democracia constitucional en el siglo XXI del foro IDEA. Participaron los expresidentes de Costa Rica, Laura Chinchilla, y de Bolivia, Jorge Tuto Quiroga, bajo la moderación de Asdrúbal Aguiar, Secretario General del Foro.[38]
- El 26 de septiembre de 2018 intervino en la Tribuna, organizada por la Fundación Independiente, que tuvo lugar en el Club Financiero Génova. Fue presentado por Aldo Olcese Santonja.[39]
- El 30 de octubre de 2018 intervino en el Fórum Europa. Tribuna Catalunya (Barcelona), organizado por Nueva Economía Fórum,  presentado por Francesc de Carreras.[40]
- El 14 de noviembre de 2018 intervino en la Comisión para la auditoría de la calidad democrática, la lucha contra la corrupción y las reformas institucionales y legales del Congreso de los Diputados para informar sobre las conclusiones del tercer informe sobre déficits de calidad democrática en Cataluña, elaborado por Sociedad Civil Catalana, y para exponer la actual situación de fractura social en dicha comunidad autónoma.[41]
- El 26 de noviembre de 2018 intervino en el Club siglo XXI en una conferencia denominada Crónica de un engaño.Una mirada hacia el futuro. En esa ocasión fue presentado por Alfredo Pérez Rubalcava.[42]

Por otro lado, entre los actos organizados durante su mandato, cabe destacar:
- El 24 de febrero de 2018 Sociedad Civil Catalana organizó, en Gerona, el acto Diálogos para la convivencia: unidos en la diversidad. En el debate, que contó con personalidades públicas de distintas sensibilidades políticas,  los ponentes analizaron la situación política catalana e instaron a adoptar medidas para solventar la fractura social derivada de la misma.[43]
- El 23 de abril de 2018 Sociedad Civil Catalana entregó su premio al Seny al presidente del Parlamento Europeo, Antonio Tajani, y al ex primer ministro francés, Manuel Valls.[44][45]
- El 9 de agosto de 2018 se celebró en Tortosa el 4 aniversario de la agrupación de Sociedad Civil Catalana en Terres de l'Ebre. El acto se estructuró en dos partes; una primera que contó con la participación de miembros de la agrupación territorial, y una segunda que, bajo el título Los hechos de septiembre. Un golpe a la democracia reunió a representantes autonómicos de PP, PSC y Ciudadanos.[46][47]

### Consejo Consultivo de SCC
El 3 de febrero de 2020 se constituyó el Consejo Consultivo de Sociedad Civil Catalana con vocación de ser un "think tank" para la realización de estudios y otro tipo de acciones con el objetivo de contrarrestar el relato secesionista a medio y largo plazo. Este ente se presentó con Rosiñol como presidente y dieciocho personalidades más, entre las que destacan Josep Piqué,  Francesc de Carreras, Beatriz Becerra, Joan Ferrán, Joan Llorach, Paco Frutos, Pere Lluís Huguet o Abel Gilbert.
El 15 de junio de 2020 se incorporaron al Consejo Consultivo Luis Linde, Enric Millo y Albert Castillón.